# ACF Trani 80
Maillots
L’association Calcio Femminile Trani 80 (1980-1988) était une équipe de football féminine professionnelle originaire de Trani, dans le sud de l'Italie.

## Histoire
L'équipe remporte la série A féminine par trois fois entre 1984 et 1986, ainsi que la Coppa Italia en 1983. 
En raison de son parrainage, le club subit une série de changements de noms, avant de se retirer de la ligue avant la saison 1988-1989. Il n'était pas affilié à l'équipe masculine de l'US Calcio Trani . 
Jouant sous l'identité de l'ACF Gusmai Trani, le club remporte la promotion en Série A dès sa deuxième saison d'existence. En 1982, l'ACF Marmi Trani se classe troisième lors de sa première saison au plus haut niveau. Après avoir perdu le match contre l'Alaska Lecce en 1983, il se classe deuxième de la Série A, mais remporte la Coppa Italia en battant Tigullio 72 aux tirs au but, après un match nul 1 à 1. 
En 1984, le club fusionne avec les champions d'Alaska Lecce, pour devenir l'ACF Alaska Trani, héritant au passage de l'attaquante écossaise de Lecce, Rose Reilly. Cette saison-là, Trani remporte le championnat pour la première fois, puis conserve son titre en 1985 sous le nom d' ACF Sanitas Trani. Après être devenu l'ACF Despar Trani de 1985 à 1986 (à la suite d’un contrat de sponsoring avec Spar), le club obtient un troisième titre. Despar Trani termine deuxième derrière la Lazio en 1986-1987, tout comme la dernière incarnation du club, l'ACF Trani BKV en 1987-1988. Le dernier propriétaire, BKV, une entreprise de construction, perd tout intérêt dans l'équipe, et le club prend fin. 
Trani est battu en finale de la Coppa Italia en 1985 et en 1988, respectivement par la Lazio et Modène. 
L’équipe comptait de nombreuses joueuses vedettes, dont Carolina Morace. Il conserve une qualité mythique en raison de sa place prépondérante dans " l'âge d'or " du football féminin italien.

## Palmarès
- Serie A : (3) 
  - Championne : 1984, 1985, 1985–86
  - Vice-championne: 1983, 1986-1987, 1987-1988

- Coppa Italia : (1) 
  - Vainqueur : 1983
  - Finaliste : 1985, 1987-1988

## Anciennes joueuses internationales
- Susanne Augustesen
- Debbie Bampton
- Kerry Davis
- Anne O'Brien
- Conchi Sánchez
- Lone Smidt Hansen[3]
- Rose Reilly